# Водотеч
Водотеч је насељено мјесто у сјеверној Лици, у општини Бриње, Личко-сењска жупанија, Република Хрватска.

## Географија
Водотеч је од Бриња удаљен око 7 км.

## Историја
До територијалне реорганизације у Хрватској насеље се налазило у саставу бивше велике општине Оточац.

## Култура
У Водотечу је сједиште истоимене парохије Српске православне цркве. Парохија Водотеч припада Архијерејском намјесништву личком у саставу Епархије Горњокарловачке. У Водотечу се налазио храм Српске православне цркве Св. Архангела Михаила, срушен након Другог свјетског рата. Остали су само темељи храма. Парохију сачињавају: Ивакуша, Шкалић, Гостово Поље, Војводуша и Тужевић.

## Становништво
Према попису из 1991. године, насеље Водотеч је имало 181 становника, међу којима је било 159 Срба, 12 Хрвата и 5 Југословена. Према попису становништва из 2001. године, Водотеч је имао 98 становника. Водотеч је према попису из 2011. године имао 69 становника.
| Националност       | 1991. | 1981. | 1971. | 1961. |
| Срби               | 159   | 213   | 345   | 184   |
| Југословени        | 5     | 44    | 6     |       |
| Хрвати             | 12    | 12    | 16    | 18    |
| Македонци          |       |       | 1     |       |
| остали и непознато | 5     | 3     | 6     |       |
| Укупно             | 181   | 272   | 374   | 202   |

| Демографија | Демографија | Демографија |
| Година      | Становника  | Становника  |
| ----------- | ----------- | ----------- |
| 1971.       | 374         |             |
| 1981.       | 272         |             |
| 1991.       | 181         |             |
| 2001.       | 98          |             |
| 2011.       |             | 69          |